# 野村祐子
野村 祐子（のむら ゆうこ、1956年（昭和31年）12月 - ）は、愛知県名古屋市生まれの作曲家・箏曲家である。生田流。
夫は尺八演奏家の野村峰山（のむら ほうざん）。長男は尺八演奏家の野村幹人（のむら みきと）。

## 略歴
- 1956年 名古屋生まれ。箏曲家・作曲家 父 野村正峰（のむら せいほう）、演奏家の母 野村秀子（のむら ひでこ）に妹 野村哲子（のむら さとこ）、野村倫子（のむら ともこ）とともに、師事し、3歳で初舞台を踏む。
- 1977年 NHK邦楽技能者育成会第22期卒業。
- 2002年 野村正峰74歳、伝統音楽振興会長黒河内茂の勧めにより生田流正絃社（せいげんしゃ）の二代家元を継承した。人間国宝青木鈴慕・山本邦山・ 堅田喜三久、 富山清琴、 米川敏子、山登松和、三橋貴風、富樫教子、中井猛、砂崎知子、砂崎知子 、水野俊彦、菊重精峰を招聘。
- 名古屋三曲連盟理事、現代邦楽作曲家連盟会員、愛知県高文連日本音楽部門審査員。愛知県芸術文化協会理事。正絃社合奏団主宰。作曲公刊作品は90曲以上、全国の邦楽演奏会などで演奏されるほか、小中学校の箏演奏授業でも用いられる。
- 2015年12月1日　 全日本プロレス2015 世界最強タッグ決定リーグ戦 名古屋大会(名古屋ダイアモンドホール)　主催：オールジャパンプロレスリング株式会社　リング上で史上初箏曲演奏
- 2016年4月　金城学院大学文学部、愛知県立芸術大学、愛知大学非常勤講師、関西邦楽作曲家協会会員
- 2019年4月　2019正絃社春の公演（日本特殊陶業市民会館ビレッジホール）主催。　後援　愛知県教育委員会　公益財団法人日本伝統文化振興財団　公益財団法人名古屋市文化振興事業団　公益社団法人日本三曲協会　愛知文化芸術協会
- 2020年10月　俳句de宗次クラシック　秋を彩る筝の音色（宗次ホール）で感動を俳句で詠む企画
- 2020年11月　ナゴヤ文化芸術活動緊急支援事業「ナゴヤ・アーティスト・エイド」出演
- 2020年12月　創作舞踊劇名古屋城天守物語（名古屋市芸術創造センター）作曲
- 2022年4月　名古屋芸術大学客員教授

## 受賞歴
- 1997年 名古屋市民芸術祭賞受賞
- 1999年 名古屋市芸術奨励賞受賞（野村祐子箏リサイタル「現代の箏曲」）
- 2001年 滋賀県芸術文化祭奨励賞
- 2013年  名古屋市民芸術祭特別賞（企画賞）（箏曲正絃社 「野村正峰作品展」平成25年10月18日三井住友海上 しらかわホール）講評 箏曲演奏の普及と発展、多くの作品の創作、大きな団体の形成と運営、いずれにも大きな足跡を残した野村正峰の作品を、それを受け継ぐ箏曲正絃社が三回忌を機会にまとめて演奏した本公演の企画を高く評価する。野村正峰がめざした邦楽の新しい境地、美しい風景を表現した演奏は、まさに野村正峰へのオマージュといえよう。（講評部分 名古屋市文化振興事業団ホームページより）
- 2017年　名古屋市民芸術祭賞受賞（箏曲正絃社野村正峰生誕90周年記念「“創造”のＤＮＡ－和楽の響き」）
- 2019年　令和元年度愛知県芸術文化選奨文化賞
- 2020年　第9回中島勝祐創作賞（「桜花三章」）[1]

## 正絃社幹部会
- 正絃社助教以上の幹部会員が結成、「長く厳しい芸の道のりを、友とともに楽しく歩む」ことをモットーに、会員の親睦と研修のため、新年会、演奏実技と理論を学ぶ「楽理講習会」、「研修合宿」などを開催。
- 2002年から会長野崎緑就任
- 2008年から会長津田真知子就任。
- 講師に井上菊次郎（狂言）、萩岡松韻（山田流）、菊原光治（地歌）、森やよい（声楽）、栗林秀明（箏）を招き、研鑽に努めている。

## 作品の特徴
平安時代からの古曲（六段など）の伝統を尊重した上で、現代の楽曲にも影響をうけつつ、前衛的になりすぎないいわゆる「おことらしい」曲（琴を詠む、典雅）が代表作。

### 演奏形態・使用楽器
- 箏独奏（風の踊り子、ロンシャンパレスにて）
- 箏二重奏（紫陽花、キャンプのうた）
- 箏二重奏と十七絃（鵬よ、風薫る）
- 箏二重奏と十七絃と歌（平城山越えて,天女の舞）
- 箏二重奏と十七絃と太鼓（華舞歳々）
- 箏二重奏と十七絃二重奏（水族館の一日）
- 箏二重奏と尺八（あやとり、かすみ草の詩）
- 十七絃と三絃（いつしか時は過ぎゆきて）
- 箏高低、十七絃と三絃と尺八（愛し子に贈る子守歌、古都絢爛）
- 箏同音2部、十七絃と三絃と尺八と太鼓（子どものための嬉遊曲）
- 箏高低と十七絃と三絃二重奏と尺八と横笛（津軽幻想）
- 三絃合奏と歌（兎と亀）
- 箏十七絃と尺八（海峡のまち、岳陽楼にのぼりて）
- 箏と尺八と歌二部（花二題）

いわゆる三曲合奏だけでなく、箏と十七絃、三絃、尺八、その他の楽器、歌を自在に組み合わせている。

### 題材
- 洋楽の影響を受け独自の奏法を含めた曲（エジプトものがたり）
- 童謡・唱歌・民謡を箏曲譜にアレンジしたもの（夏の遊び、クリスマス・ソング・メドレー、月に寄せる日本のうた）
- 一般に親しまれている歌謡曲の編曲（花嫁の歌）
- 万葉集の短歌・詩などへの作曲（平城山越えて、友よ わが友）
- 旅行記的なもの（古城の旅人、～ふるさと紀行～じょんがらの街）
- 器楽曲（古今の調べ）

他に古典譜の刊行にも関わるなど多岐にわたる。

### 編曲
演奏者のニーズに応えるため、野村は編曲（クラシック名曲集、花のうた）を積極的に手がけている。
童謡・唱歌・歌謡曲のアレンジにあたっては、著作権を尊重することを前提とし、煩雑な手続きが伴うが、あえて試みる価値を野村は見出した。
野村の編曲作品の特徴は以下の通りである。
- 縦譜での表記（箏の演奏者の多数は縦譜を採用していて、五線譜を読めない者も多い。現代の楽曲を箏で演奏したいときに、縦譜になっていることは便利である。）
- 箏らしいアレンジがくわえられていること
- 指使い、音域など箏で演奏がしやすいこと
- 合奏しやすい伴奏があること
- 独奏で演奏できること

これらは演奏者にとっての利便性と同時に、邦楽の間口を広げる役割をもつ。
箏という日本の伝統楽器を後世に残していくためには、まず、箏に興味をもってもらう必要がある。
箏で既知の楽曲が演奏できるということを知り、演奏を聴いたり弾こうとする動機付けとすること。
箏の演奏初心者（入門者）にとって、既知の曲の演奏は容易であるが、現代では、歌謡曲は知っていても箏の曲を知らないことが多く、その意味で編曲作品は取り付きやすい。
編曲された楽曲を深遠な箏の世界への入り口とすること。
作曲、古典の記譜ばかりではなく、編曲も必要不可欠な作業であるという観点から野村はそれに積極的に関わってきた。

### 作品
- 1971年 白い花に寄せて
- 1972年 古今の調べ
- 1973年 みなかみ詩情
- 1974年 すずらんの歌
- 1976年 翠（すい）
- 1980年 星降る宵に、弥生の曲、花サフラン、いつしか時は過ぎゆきて
- 1981年 空と海と太陽と
- 1982年 そよ風のように
- 1983年 緑の小路、沈影（ちんえい）
- 1984年 典雅、風薫る、あやとり、炎の舞
- 1985年 鵬よ、さくら幻想、花嫁の歌、平城山越えて
- 1986年 世界の歌、菜の花畑にて
- 1987年 ロンシャンパレスにて、古城の旅人、岳陽楼に登りて
- 1988年 花二題、波の詩
- 1989年 津軽幻想、白秋に寄せて
- 1990年 桜三題、春は翼にのって、霧の城、クラシック名曲集
- 1991年 紫陽花、夏の遊び
- 1993年 故郷の歌、水族館の一日、春江薫風
- 1994年 吉野懐古、海のうた
- 1995年 ふるさと紀行～水と踊りの街郡上、キャンプのうた、編曲みだれ
- 1996年 ふるさと紀行～蔵の街、雪椿、星のゆりかご、花のうた、蓬莱島縁起
- 1997年 ふるさと紀行～海峡のまち、じよんがらの街、風の踊り子
- 1998年 雪のうた、南の島のうた
- 1999年 クリスマスソングメドレー、華舞歳々
- 2001年 日本の四季
- 2002年 兎と亀
- 2003年 月に寄せる日本のうた
- 2004年 愛し子に贈る子守歌
- 2005年 夢はマーチにのって、古今集より 琴を詠む
- 2006年 Shall・We・DanCe？、かすみ草の詩
- 2007年 ふるさと民謡浪漫、箏曲小曲集№5、6
- 2008年 編曲春の海、友よわが友、ミュゼドゥルーブル エジプトものがたり
- 2009年 富士之国（共作） 古都絢爛
- 2011年 ～華麗なるモーツァルト～ 交響曲40番・41番より 、箏曲小曲集№7、8
- 2012年 幻想曲 千鳥、箏曲小曲集№9、10
- 2013年 作もの茶音頭 御茶紀行
- 2014年 七福神宝船、きらめく湖から（第39回全国高等学校総合文化祭（2015滋賀びわこ総文）日本音楽部門委嘱作品）、夢キラリ（公益財団法人滋賀県文化振興事業団　「夢キラリ文化基金」による平成25年度夢キラリ文化基金コンサートテーマ曲）
- 2015年 近江羽衣抄より天女の舞（平成二十六年度文化庁「劇場・音楽堂等活性化事業」、第四十四回滋賀県芸術文化祭参加事業、滋賀県次世代創造発信事業のため作曲）
- 2015年10月　愛と祈りの調べ（愛知県高等学校文化連盟 日本音楽部門第30回発表会記念「アヴェ・マリア」、プッチーニ作曲のオペラ「ジャンニ・スキッキ」より「私のお父さん」、「ハレルヤ」、「雪椿」、「アメイジング・グレイス」、ベートーヴェン「第九交響曲」より「歓喜の歌」）
- 2016年5月　八千代獅子によせて～千代の華　（第３１回国民文化祭・あいち2016邦楽の祭典～愛知から未来へ響く伝統の調べ　オープニング記念作品）
- 2017年9月　ふるさとの風
- 2018年4月　創作地歌「滋賀の地酒祝い唄」笹祝い唄　前原和比古作詞（平成二十七年度文化庁「劇場・音楽堂等活性化事業」、第四十五回滋賀県芸術文化祭参加事業、滋賀県次世代創造発信事業のため作曲）滋賀県立文化産業交流会館特設舞台「長栄座」伝統と創造シリーズⅥ「長栄座ルネサンス近江開幕」芸能古今東西面白の芸能絵巻初演
- 2018年8月　桜花三章
- 2020年8月　編曲長唄元禄花見踊
- 2021年12月　令和福寿楽（伊藤イチ委嘱）
- 2023年1月　パンドラ　第一筝129小節（17ページ）で柱の右を左手で押して柱の左を右手でクロスして弾く、新たな演奏法あり。
- 2024年4月　子どものための嬉遊曲　（太鼓尺八五線譜付）くらしきジュニア伝統音楽芸能祭第10回記念合同曲
- 2024年12月　緑玉石の雫（エメラルドのしずく）野崎緑50周年記念コンサート初演曲